# Marie-Jeanne
Marie-Jeanne ist ein weiblicher Doppel-Vorname, der sich aus den Einzelnamen Marie und Jeanne zusammensetzt.

## Bekannte Namensträgerinnen
- Marie-Jeanne Bécu, comtesse du Barry (1743–1793), Mätresse des französischen Königs Ludwigs XV.
- Marie-Jeanne Brillant (1724–1767), französische Schauspielerin
- Marie-Jeanne Dufour (* 1955), Schweizer Dirigentin und ehemalige Generalmusikdirektorin
- Marie-Jeanne Dumont (* 1955), französische Architektin und Architekturhistorikerin
- Marie-Jeanne Lhéritier de Villandon (1664–1734), aristokratische französische Autorin des späten 17. Jahrhunderts
- Marie-Jeanne de Lalande (1768–1832), französische Astronomin
- Marie-Jeanne Picqueray (1898–1983), französische Autorin, Widerstandskämpferin und militante Anarchistin
- Marie-Jeanne Riccoboni (1713–1792), französische Schauspielerin und Romanschriftstellerin
- Marie-Jeanne Roland (1754–1793), politische Figur in der Französischen Revolution, führte in Paris einen Salon
- Marie-Jeanne de Talleyrand-Périgord (* 1748; † vor 1792), französische Aristokratin
- Marie-Jeanne Urech (* 1976), Schweizer Filmschaffende und Schriftstellerin
- Marie-Jeanne Widera (* 1987), deutsche Synchronsprecherin, Dialogregisseurin und Dialogbuchautorin